# Białośliwie
Białośliwie è un comune rurale polacco del distretto di Piła, nel voivodato della Grande Polonia.
Ricopre una superficie di 75,68 km² e nel 2004 contava 4 867 abitanti.